# Гравицкий, Алексей Андреевич
Алексей Андреевич Гравицкий (род. 9 декабря 1978 года, Москва) — российский писатель-фантаст, сценарист, продюсер. Лауреат премии «Лучший дебют» фестиваля фантастики «Серебряная стрела» (2008 год). Лауреат премии «Со-творение» фестиваля фантастики «Серебряная стрела» (2013 год). 

## Биография
Алексей Гравицкий родился 9 декабря 1978 года. По образованию педагог, психолог.
Дебютировал в 2001 году с рассказом «Карлсоны». Рассказы, стихи, статьи и рецензии Гравицкого выходили в журналах «Звездная дорога», «Техника молодежи», «Порог», «Ф-Хобби», «Озарение», «Fакел», «Искатель», «Мир фантастики», «Василий», «Безымянная звезда», «Новом Литературном Журнале», газетах «Фантаст», «Шанhi», «Тайная сила» и некоторых других, а также в сборниках.
Рассказ «Мой добрый маг» вошёл в учебное пособие для средней школы «Грамматика нравственности».
Первая книга — сборник рассказов «Отдать душу» опубликован в 2004. Первое большое произведение — роман «Мама» опубликован в 2007 году.
Автор сценариев документальных фильмов, художественных фильмов, сериалов, флеш-мультиков. Фильм «Землетрясение», снятый по сценарию С. Юдакова и А. Гравицкого выдвигался на премию «Оскар».
Один из авторов ряда Интернет проектов, среди которых творческий портал «Творческая мастерская» и игровой портал «Keft.ru».
С 2005 года — член Союза Литераторов РФ.
Член Союза Писателей ДНР.
В 2008 за роман «Мама» получил премию «Лучший дебютный роман» фестиваля фантастики «Серебряная стрела».
В сентябре 2011 года вместе с Сергеем Палием опубликовал роман «Анабиоз», ставший основой для одноимённого масштабного межавторского проекта. Проект «Анабиоз» стал лучшим фантастическим межавторским проектом 2011 года по мнению авторитетного журнала «Мир Фантастики».
Лауреат нескольких премий фестиваля фантастики «Серебряная стрела», нескольких премий фестиваля фантастики «Роскон» и некоторых других.
В соавторстве с Сергеем Волковым создал масштабный цикл рассказов, являющихся бэкграундом для коллекционной карточной игры «Берсерк». Является автором линейки комиксов про «Инока» (1-13 выпуски) от издательства Bubble Comics. Являлся одним из участников межавторского проекта «Версум».

## Общественная позиция
В 2022 году подписал письмо в поддержку российского военного вторжения на Украину.

### Книги
- «Отдать душу» 2004 год
- «Основы деловой этики» 2007 год
- «Мама» 2007 год
- «Земля — Паладос — Земля» в соавторстве с М. Костиным. 2009 год
- «В зоне тумана» 2009 год
- «Живое и мёртвое» в соавторстве с М. Костиным. 2010 год
- «Калинов мост» 2010 год
- «Зачистка» 2010 год
- «Полукровка» под псевдонимом Тимур Туров. 2010 год
- «Живое и мёртвое. Ученик мага» в соавторстве с М. Костиным. 2011 год
- «Аномальные каникулы» в соавторстве с С. Палием. 2011 год
- «Анабиоз» в соавторстве с С. Палием. 2011 год
- «Четвертый рейх» в соавторстве с В. Косенковым. 2011 год
- «Путь домой» 2012 год
- «Живое и мёртвое. Третья сила» в соавторстве с М. Костиным. 2012 год
- «Версум. Рецептор» в соавторстве с В. Косенковым. 2013 год
- «Новый Олимп» в соавторстве с М. Костиным. 2018 год
- «Гость внутри» в соавторстве с В. Косенковым. 2020 год
- «Чикатило. Явление зверя» в соавторстве с С. Волковым. 2021 год
- «Чикатило. Зверь в клетке» в соавторстве с С. Волковым. 2022 год
- «Живое и мертвое. Мертвее мертвого» в соавторстве с М. Костиным. 2023 год
- «Сценарное искусство. Методы и практики современных российских сценаристов и драматургов» учебник СЛ РФ, в соавторстве с другими авторами. 2023 год

### Повести и рассказы
| - «Жаба голубых кровей» - «Не плюй в колодец» - «Рассекреченные материалы» - «Игра» - «Пирог с яблоками» - «Кошмар на улице Долговязов» - «Избавитель» - «Сказка про Избавителя» - «Последняя сказка про Избавителя» - «Карлсоны» - «Отдать душу» - «Мальчик со спичками» - «Как дети» | - «Мой добрый маг» - «Погода в доме» - «Сила воображения» - «Я подарю тебе мир» - «Мастер иллюзий» - «Записки о сотворении мира» - «Город» - «Вещи» - «Всадник» - «Мимолетности» - «Восточные миниатюры» - «Последний рыцарь» - «Чувство прекрасного» | - «Гонки на выживание» - «Полночный сюр» - «Суд» - «Пять разговоров» - «От любви до ненависти» - «Моменто мори» - «Генные инженеры человеческих душ» - «Наместник дьявола» - «Рома и Токсиналепл» (цикл рассказов) - «Коля + Наташа» - «Чтобы помнили» - «Дорогой Иван Андреевич» - «Шаг в вечность» | - «Живая музыка» - «Васенька» (в соавторстве с Д. Зарубиной) - «С другой стороны» (в соавторстве с Д. Зарубиной) - «Благодать» (в соавторстве с Д. Зарубиной) - «Святое место» (в соавторстве с Д. Зарубиной) - «Укус человека» - «Хорошо там, где нас...» - «Ищи, Алешка» (в соавторстве с Д. Зарубиной) - «Красота» (в соавторстве с Д. Зарубиной) - «Матвеич» - «Старый дедушка Коль» |

### Комиксы
- «Инок». Выпуски № 1-13. 2012 год

## Фильмография

### Автор сценария
- «Рублевка Live» 2005 г.

- «Сталин Live» 2007 г.

- «Гипо Теза» (цикл документальных фильмов)

- «Перо и шпага Валентина Пикуля» 2008 г. (документальный)

- «Волчья стая» 2008 г. (документальный)

- «Эдуард Хиль. Сто хитов короля эстрады» 2009 г. (документальный)

- «Схватка» 2013 г.

- «Лютый» 2013 г.

- «Кукловоды» 2013 г.
- «Домик у реки» 2014 г.

- «Великая» 2015 г.

- «Захват» 2015 г.
- «Говорит Москва!» 2015 г. (не был завершен)
- «Землетрясение» 2016 г.
- «История одного землетрясения» 2016 г. (документальный)
- «Счастья! Здоровья!» 2018 г.
- «Непрощённый» 2018 г.
- «Моменто мори» 2018 г. (короткометражный)
- «Робо» 2019 г.
- «Кома» 2020 г.
- «Гудбай, Америка!» 2020 г.
- «Чикатило» 2021—2022 гг.
- «Проклятый чиновник» 2021 г. (при участии)
- «Папы» 2022 г.
- «Янычар» 2022 г.
- «Жизнь по вызову» 2022-... г.
- «Сны» 2022 г.
- «На солнце, вдоль рядов кукурузы» 2023 г.
- «Великая. Золотой век» 2023 г.
- «Онегин» 2024 г.
- «Аэронавты» 2024 г.
- «Домовенок Кузя» 2024 г.
- «Война и музыка» 2025 г.
- «Солдатская мать» 2025 г.
- «Жизнь по вызову. Фильм» (в производстве)
- «Несломленная» (в производстве)
- «Сказка о царе Салтане» (в производстве)
- «Красота» (в производстве)
- «Война и мир» (в производстве)

### Креативный продюсер
- «Чикатило» 2021—2022 гг.
- «Сны» 2022 г.
- «На ощупь» 2022 г.
- «Сама виновата?» 2023 г.
- «Панчер» 2024 г.
- «Встретимся вчера» 2024 г.
- «Герои анекдотов» 2025г.
- «Жизнь по вызову. Фильм» (в производстве)
- «Красота» (в производстве)
- «Рынок» (в производстве)

## Проекты
- Творческая Мастерская (www.graa.ru)

- keft — онлайн игры (www.keft.ru)

- Versum — межавторский мультимедийный проект (www.versumuniverse.com)